# إيفلين ويتل
إيفلين ويتل (بالإنجليزية: Eve Whittle)‏ هي ممثلة أمريكية، ولدت في 5 أغسطس 1967.

## وصلات خارجية
- إيفلين ويتل على موقع IMDb (الإنجليزية)
- إيفلين ويتل على موقع قاعدة بيانات الفيلم (الإنجليزية)
- إيفلين ويتل على موقع كينوبويسك (الروسية)